# Inishmaan
Inishmaan (irsk: Inis Meadhóin / Inis Meáin «Mellemøen» eller «Den midterste ø») er en ø i bugten Galway Bay på Irlands vestkyst og den midterste af Aranøerne. Øen har et areal på 900 ha og 154 indbyggere (2006). Den har ikke så mange turister som naboøerne Inishmore og Inisheer. Inishmaan har bevaret en stor del af den traditionelle irske kultur, og mange af øboerne behersker irsk. Øen hører til County Galway i provinsen Connacht.
Mellem Inishmaan og Inishmore forløber Sundet Gregory’s Sound. Inishmaan kan nås fra Inishmore, Doolin i County Clare og Galway, hvorfra der også er flyforbindelse. Øens hovedby er An Córa, der ligger også Inishmaans havn.

## Seværdigheder
Dún Conchuir (Conor's Fort) er en oval stenfæstning fra førkristelig tid med udsigt over resten af øen og havet.
Dún Fearbhaí stenfæstningen fra 300-tallet er usædvanlig fordi det er næsten rektangulært, og ikke csirkulært som de andre fæstninger på øena.
Teach Synge (Synge si hytten) var digteren John Millington Synges feriehus fra 1898 til 1902. I 1970erne forfaldt huset, som nu er restaureret til sin oprindelige form og har haft åbent for for publikum siden august 1999.
Clochan na Carraige er med sten overdækket bikubehytte. Strukturen er speciel fordi den udvendige side er cirkulær, medens indersiden er rektangulær.